# Moi y'en a vouloir des sous
Pour plus de détails, voir Fiche technique et Distribution.
Moi y'en a vouloir des sous est une comédie satirique réalisée par Jean Yanne, sortie en 1973.

## Synopsis
Les conflits sociaux battent leur plein. Adrien Colbart (Bernard Blier), président de la puissante CGI, est considéré comme un leader syndical de tendance radicale. Son neveu, Benoît Lepape (Jean Yanne) est un homme tranquille, qui travaille comme analyste financier dans un groupe industriel. Contrairement à ce que pense son oncle, il n'est pas hostile aux ouvriers. En revanche, il voit les manifestations et les banderoles comme des « singeries ».
Après une initiative malheureuse, Lepape est licencié par son PDG en chaise roulante, Chouras. Il va voir son oncle et lui expose sa stratégie : « contre le capitalisme, utiliser le capitalisme ». Il le convainc d'investir les fonds du syndicat dans une entreprise de bicyclettes qui va connaître le succès. Avec les mêmes fonds et les bénéfices des bicyclettes, Lepape ouvre bientôt une usine-modèle d'électronique.

## Fiche technique
Sauf indication contraire, les informations mentionnées dans cette section peuvent être confirmées par la base de données cinématographiques Unifrance,  présente dans la section « Liens externes ».
- Titre original : Moi y'en a vouloir des sous
- Réalisation : Jean Yanne
- Assistants réalisateurs : 1) Claude Bague / 2) Alain Etévé
- Scénario : Gérard Sire, Jean Yanne
- Dialogues : Jean Yanne, Gérard Sire
- Musique : Michel Magne
- Décors : Jacques Dugied
- Costumes : Georges Bril (costumes hommes), Gylhen de Boysson
- Graphisme : Tito Topin
- Photographie : Jean Boffety
- Photographe de plateau : Helga Romanoff
- Cadreur: Christian Guillouet
- Son : Jean-Pierre Ruh
- Montage : Anne-Marie Cotret
- Production : Jean Yanne, Jean-Pierre Rassam
- Sociétés de production : Cinequanon, Les Productions Artistes Associés (France), Produzioni Europee Associate (Italie)
- Société de distribution :
  -  France : Les Artistes Associés
  -  Italie : United Artists Europa
- Pays de production :  France,  Italie
- Langue de tournage : français
- Format : couleur - 1,66:1 - Son monophonique - 35 mm
- Genre : comédie satirique
- Durée : 110 minutes
- Date de sortie :
  - France : 22 février 1973
- Affiche : Clément Hurel (France)

## Distribution
| - Jean Yanne : Benoît Lepape - Bernard Blier : Adrien Colbart, le leader syndical - Nicole Calfan : Nicole, la militante féministe - Michel Serrault : Léon, le curé - Fernand Ledoux : Sauveur Chouras, le PDG appareillé - Jean-Roger Caussimon : l'évêque - Daniel Prévost : Rozalès - Jacqueline Danno : Jacqueline - Ginette Garcin : Ginette - Jean-Marie Proslier : Brothier - Maurice Vamby : Collon - André Gaillard : Cherbiller - Teddy Vrignault : Lardel - Paul Préboist : Vergeot, l'agent de police - Jean Obé : Schumacker - Anjali Kadam : la nurse | - Lawrence Riesner : le commissaire principal - Jacques François : Delfaut, le fondé de pouvoir - Max Desrau : Gaston, le receveur du bus - Axel Ganz : le délégué allemand - Paul Mercey : le délégué suisse - Michel Magne : le vicaire - Monick Lepeu : la militante du MLF - Yvan Varco : Kervoline - Marco Perrin : le chef des CRS - Gérard Sire : un quêteur - Henri Attal : un CRS - Sylvain Lévignac : le représentant syndical - Magma : dans son propre rôle (le groupe « pop » dans la scène de l'église) - Régis Ander : un syndicaliste - Roger Lumont : un syndicaliste |

## Slogans des manifestations
- « Des sous! Des sous! »
- « Liberté ! Egalité ! Sexualité ! »
- « Liberté Sexe ! »

## Autour du film
- Une boîte de jeu, inspirée du film, créée par Jean Yanne et Tito Topin, a été éditée par Cinéquanone, éditions Images et Formes.
- Une composition de Teddy Lasry avec Magma, intitulée "Dotz Hundïn", de trois minutes environ et restée inédite sur disque, peut être appréciée au bout d'une heure quinze du film[1].

### Une distance critique
Jean Yanne tourne en dérision aussi bien les capitalistes que les syndicalistes. Il n'épargne pas non plus les gauchistes. Pour lui, ces derniers ne sont que des bourgeois qui s'ignorent à peine, à l'image du leader des Forces Révolutionnaires Clandestines, roulant dans une décapotable rouge équipée du téléphone, et habillé par les grands couturiers.

## Lieux de tournage
- Aisne
  - Saint-Quentin dans les ateliers historiques de Motobécane au 5, rue de la Fère (les Cycles La Luciole dans le film). Ce site a été fermé en 1983, ces images de production active sont donc historiques.
- Paris
  - Paris 4e; Cathédrale Notre-Dame de Paris, parvis Notre-Dame, place Jean-Paul II, île de la Cité
  - Paris 5e; Restaurant La Tour d'Argent, quai de la Tournelle
  - Paris 7e; Tour Eiffel, Champ de Mars
  - Paris 15e; Pont Rouelle
  - Paris 16e; Stade du Parc des Princes, rue du Commandant Guilbaud
  - Paris 19e; Porte de Pantin
- Hauts-de-Seine
  - Levallois-Perret
- Seine-Saint-Denis
  - Studios Eclair à Épinay-sur-Seine
- Yvelines
  - Vélizy-Villacoublay